# Zumtobel Lighting Group
Zumtobel Lighting Group (также известна как Zumtobel AG) — австрийская фирма с центральным офисом в городе Дорнбирн, специализирующаяся на производстве осветительного оборудования для помещений. Компания выпускает продукцию под четырьмя брендами: «Zumtobel», «Thorn», «acdc» и «Tridonic».